# High Level Bridge
Le High Level Bridge (on pourrait traduire par le Pont haut) est un grand pont britannique très novateur, construit entre 1847 et 1849 par l'ingénieur Robert Stephenson, fils du pionnier des chemins de fer George Stephenson, au-dessus du fleuve Tyne, entre Newcastle-upon-Tyne et Gateshead, dans le Nord-Est de l'Angleterre.

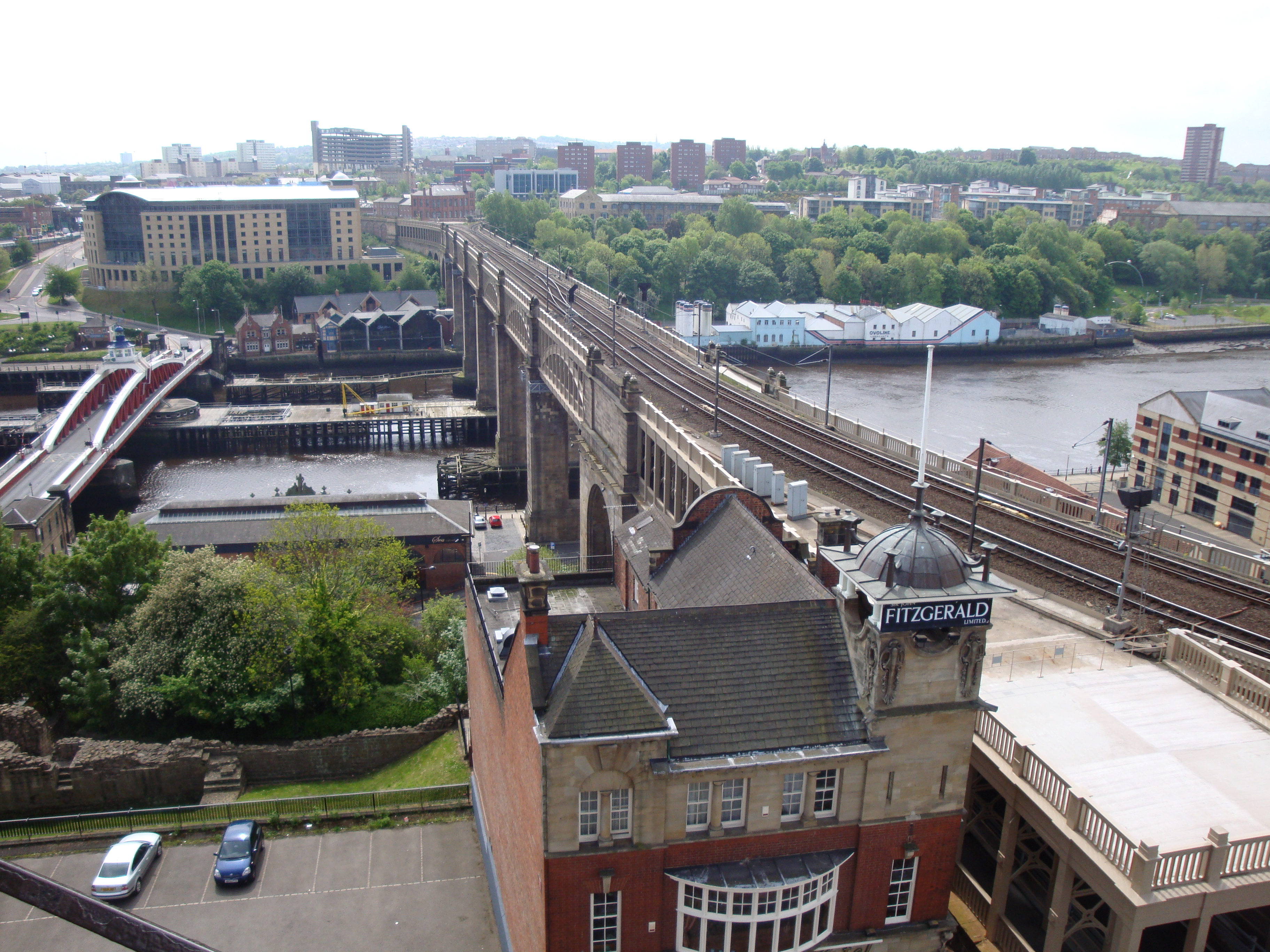
High Level Bridge, vu du château de Newcastle-upon-Tyne

## Histoire
Le pont fut construit pour le "York, Newcastle and Berwick Railway", et fait partie de la ligne Londres-Édimbourg, aujourd'hui connue sous le nom de "East Coast Main Line". Il fut inauguré en septembre 1849 par la reine Victoria.
Le High Level Bridge de Robert Stephenson a été dessiné après, mais achevé avant son célèbre pont Britannia, construit entre 1846 et 1850 sur le détroit de Menai. Il a fortement influencé Isambard Kingdom Brunel dans la conception du Royal Albert Bridge (1855-1859) sur le fleuve Tamar, à Plymouth.
La structure de bois et de métal a été restaurée entre 2005 et 2008. Les trottoirs ont été sécurisés et la circulation est désormais réservée aux bus et aux taxis, seulement dans le sens nord-sud.

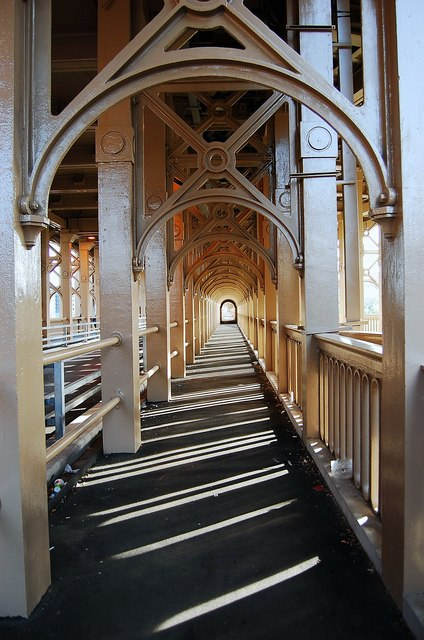
Niveau inférieur suspendu, sous arcs

## Technique
Le High Level Bridge de Newcastle est le premier exemple d'un pont complexe en fer forgé, à la fois pont en arc et bow-string, avec un tablier à deux niveaux :
- le niveau supérieur sur arcs supporte la voie ferrée ;
- le niveau inférieur suspendu sous arcs est un pont routier.

Sa longueur est de 1337 pieds (346 m), dont 512 pieds (156 m) traversant le fleuve. Il comporte six travées de 125 pieds (38 m) chacune  et culmine à 131 pieds (40 m) au-dessus de l'eau.